# Тетянівка (Баштанський район)
Тетяні́вка — село в Україні, у Березнегуватській селищній громаді Баштанського району Миколаївської області. Населення становить 269 осіб.